# 奈良县立大学
34°41′15.1″N 135°49′15.9″E / 34.687528°N 135.821083°E
奈良县立大学（日语：／ Nara Kenritsu Daigaku），是日本奈良县的一所公立大学，成立于1953年。

## 概况
奈良县立大学位于奈良县奈良市船橋町10番地，学校前身是1953年成立的奈良县立短期大学，1990年升格为四年制公立大学并更名为奈良县立商科大学，2001年，学校改为现名。目前学校校长是伊藤忠通教授，下辖一个学部，截至2015年，学校拥有教授11人，准教授14人，讲师7人，共有在校学生654人。

## 历史沿革
1953年，奈良县立大学前身奈良县立短期大学建立，当时，大学只设有夜校部。1973年，学校改为3年制短期大学。1990年4月，学校升格为四年制大学，更名为奈良县立商科大学，主要面向社会在职教育。1996年，学校进行课程改革，商学科开设商学课程和国际观光经营课程。2001年，商学部商学科改组为地域经济学科和观光经营学科，同时商学部停止招生，成立地域創造学部。2007年，地域经济学科改组为地域综合学科，观光经营学科改组为观光学科。2014年，地域综合学科和观光学科合并为地域创造学科，并启动学科共享制度。

## 教育机构设置

### 学部
- 地域創造学部
  - 地域創造学科[1]

## 学校标识
该校形象标识被称为「唐草模様」，主体由“奈良”一词的罗马字“nara”经抽象演变而成，由青、红、紫三色组成，其中青红色寓意源自枕詞中奈良的代称“青丹”（青丹よし），紫色象征大学追求建成一流高等学府的目标。

## 国际交流
截至2014年学校与全球7所大学建立了学术交流和学生交换协议。
- 中华人民共和国：上海师范大学：学术交流协议（2010年10月）、学生交换协议（2013年3月）
- ：京畿大学：学术交流协议（2011年11月）
- 中華民國：开南大学：学术交流协议（2011年12月）、学生交换协议（2013年5月）
- 印度尼西亞：印度尼西亚教育大学（英语：Indonesia University of Education）：学术交流协议（2013年10月）
- 加拿大：皇家大学：学术交流协议（2013年12月）
- ：莫纳什学院（英语：Monash College）：学术交流协议（2014年1月）
- 加拿大：维多利亚大学：学术交流协议（2014年月）、学生交换协议（2014年月）

## 学校排名
奈良县立大学在4ICU发布的2015年度高校排名中，位列日本国内高校第668位。